# Vladimir Bill-Bielotserkovski
Vladimir Naoumovitch Bielotserkovski (en russe : Владимир Наумович Белоцерковский), couramment appelé Bill-Bielotserkovski (Билль-Белоцерковский), né le 28 décembre 1884 (9 janvier 1885 dans le calendrier grégorien) à Oleksandriïa, dans le gouvernement de Kherson, en Ukraine (Empire russe), mort le 1er mars 1970 à Moscou, était un dramaturge russe d'origine prolétarienne de la période soviétique. C'est l'un des fondateurs du drame soviétique.

## Biographie
Fils d'un laboureur, Vladimir Bielotserkovski étudie dans une école juive traditionnelle, dans une ville de province du sud de la Russie. Puis il passe plusieurs années en mer et travaille comme manœuvre dans les docks, aux États-Unis, entre 1911 et 1917. C'est à ce séjour qu'il doit son surnom de « Bill », qui est une version déformée de la première syllabe de son nom. Appréciant ce diminutif, que ses connaissances anglophones lui ont donné parce qu'ils ont du mal à prononcer les noms russes, Bielotserkovski l'ajoute à son patronyme.
Rentré en Russie, il prend part à la révolution d'Octobre, avant de travailler pour le parti bolchevik. Entré au Proletkoult - l'Organisation culturelle prolétarienne - en 1921 puis au Glavrepertkom - le Comité central pour le contrôle du répertoire au Commissariat du Peuple à l'éducation - en 1929, il contribue au développement du nouveau drame soviétique et écrit des pièces de propagande.
Écho dépeint des dockers américains refusant d'embarquer des armes devant être employées contre les Soviétiques. Dans l'Orage (1924), drame mis en scène avec un grand succès public en 1925 par Evseï Lioubimov-Lanskoï qui décrit les bouleversements d'un village durant la guerre civile russe (famine, maladies, désorganisation, complots des gardes blancs, rébellions, maux courageusement surmontés par les communistes, qui entraînent l'enthousiasme révolutionnaire des masses), il présente la méfiance de l'Intelligentsia comme dissimulée ou potentiellement contre-révolutionnaire[pas clair]. De son côté, La Vie appelle (1953) montre la sujétion de l'individu aux besoins et la suprématie du collectif[pas clair].
Ses intrigues, qui présentent un communisme héroïque et un capitalisme décadent, ont contribué à forger une bonne partie des thèmes théâtraux, des mécanismes et des types de personnages du réalisme socialiste (1934-1953). Ses œuvres ont fait l'objet de 58 éditions, représentant 1 000 000 d'exemplaires, durant la période soviétique, et ont été traduites en neuf langues.
L'Orage est mis en scène au théâtre Mossoviet en 1954 avec Faïna Ranevskaïa dans le rôle de la profiteuse. Un film, dirigé par Mikhail Dubson, est tiré de sa pièce en 1957.
Il est principalement connu pour ses attaques contre Mikhaïl Boulgakov.[réf. nécessaire]

## Œuvres
- Bifteck, rare, 1920
- Scènes, 1921
- Écho, 1922
- L'Orage, 1924
- Calme, 1926, une tentative de satire de la NEP
- Dirigez à gauche !, 1927
- Lune à gauche, 1927
- La Voix des profondeurs, 1928, pièce sur le premier plan quinquennal (1928-1932)
- La vie appelle, 1953
- Comment va le monde, Môssieu ? Il tourne, Môssieu, 1964

## Sources partielles
- Martin Banham, The Cambridge Guide to Theatre, Cambridge University Press, 1995, 1233 pages, p. 105-106  (ISBN 0521434378)
- Sarah Stanton, Martin Banham, Cambridge Paperback Guide to Theatre, Cambridge University Press, 1996, 429 pages, p. 35  (ISBN 0521446546)
- Colin Chambers, Continuum Companion to Twentieth Century Theatre, Continuum International Publishing Group, 2006, 896 pages, p. 90
- Myron Matlaw, Modern World Drama : An Encyclopedia, Dutton, 1972, 960 pages
- Adrian Room, Dictionary of Pseudonyms: 13,000 Assumed Names and Their Origins, McFarland, 2010, 530 pages, p. 61
- Robert Russell, Russian Drama of the Revolutionary Period, Rowman & Littlefield, 1988, 186 pages  (ISBN 0389207578)